# Інтерлейкін-4
Інтерлейкін-4 (англ. Interleukin 4, IL4, ІЛ4) – білок, який кодується однойменним геном, розташованим у людей на короткому плечі 5-ї хромосоми. 
Кодований геном білок за функціями належить до цитокінів, факторів росту. Задіяний у таких біологічних процесах як поліморфізм, альтернативний сплайсинг. Секретований назовні.

## Історія
Цей цитокін відкритий Моріном Говардом спільно з Вільямом Е. Полом, а також Еллен Вітеттою та її дослідницькою групою в 1982 році.
Чотири роки по тому була виділена нуклеотидна послідовність людського ІЛ4 з підтвердженням його подібності до білку мишей під назвою B-клітинний стимулюючий фактор-1 (BCSF-1).

## Структура
| 10         |  | 20         |  | 30         |  | 40         |  | 50         |
| ---------- |  | ---------- |  | ---------- |  | ---------- |  | ---------- |
| MGLTSQLLPP |  | LFFLLACAGN |  | FVHGHKCDIT |  | LQEIIKTLNS |  | LTEQKTLCTE |
| LTVTDIFAAS |  | KNTTEKETFC |  | RAATVLRQFY |  | SHHEKDTRCL |  | GATAQQFHRH |
| KQLIRFLKRL |  | DRNLWGLAGL |  | NSCPVKEANQ |  | STLENFLERL |  | KTIMREKYSK |
| CSS        |  |            |  |            |  |            |  |            |

A: Аланін

C: Цистеїн

D: Аспарагінова кислота

E: Глутамінова кислота

F: Фенілаланін

G: Гліцин

H: Гістидин

I: Ізолейцин

K: Лізин

L: Лейцин

M: Метіонін

N: Аспарагін

P: Пролін

Q: Глутамін

R: Аргінін

S: Серин

T: Треонін

V: Валін

W: Триптофан

Довжина поліпептидного ланцюга білка становить 153 амінокислот, а молекулярна маса — 17 492.
ІЛ-4 має компактну глобулярну укладку (подібно до інших цитокінів), стабілізовану трьома дисульфідними зв'язками. В одній половині структури домінує пучок з 4 альфа-спиралей з лівостороннім закручуванням. Спіралі антипаралельні, з 2 з'єднаннями, які утворюють дволанцюговий антипаралельний бета-лист.

## Функції
Інтерлейкин-4 виконує багато біологічних функцій, зокрема посилення проліферації B-лімфоцитів і T-лімфоцитів, диференціювання В-клітин в плазматичні клітини. Він є ключовим регулятором гуморального і адаптивного імунітету. ІЛ-4 провокує перемикання класу В-клітин в IgE і посилює продукцію MHC II класу. ІЛ-4 зменшує продукцію Th1-клітин, макрофагів, інтерферону-гамма, дендритних клітин, інтерлекіну-12.
Гіперпродукція ІЛ-4 напряму пов'язана з алергією.

### Запалення і загоєння ран
Гістіоцити відіграють важливу роль у хронічному запаленні і загоєнні ран. Присутність ІЛ-4 поза судинами сприяє альтернативній активації макрофагів у клітини М2 та інгібує класичну активацію макрофагів у клітини М1. Збільшеня кількості репаративних макрофагів (M2) супроводжується секрецією ІЛ-10 і ТФРβ, що призводить до пригнічення патологічного запалення. Вивільнення аргінази, проліну, поліаміназ і ТФРβ активованою клітиною M2 пов'язано з репарацією ран і фіброзом.